# Horlivé sestry od Nejsvětějšího Srdce
Horlivé sestry od Nejsvětějšího Srdce (italsky: Suore zelatrici del Sacro Cuore) také známé jako Istituto Ferrari) je ženská katolická řeholní kongregace, jejíž zkratkou je S.Z.C.Z.

## Historie
Kongregace se vyvinula ze společenství Zbožné horlivé dámy od Nejsvětějšího Srdce založeného roku 1879 v L'Aquile Mariou Ferrari pro pomoc starým a nemocným. Společenství bylo schváleno roku 1892 arcibiskupem Augustem Antoniem Vicentini jako "Pia Unione" (Zbožná unie). Roku 1918 apoštolský administrátor Giovanni Garigliano aby zajistil budoucnost společenství vyjádřil přání aby členové institutu složili řeholní sliby a tím vznikla nová řeholní kongregace. Nová řeholní kongregace byla schválena dekretem z 14. dubna 1923 arcibiskupa Adolfa Turchiho.
Dne 1. července 1982 byla kongregace schválena Svatým stolcem a získala titul institutu papežského práva.

## Aktivita a rozšíření
Sestry se věnují různým charitativním dílům, zejména pomoci nemocným a křesťanské výchově a výchově mládeže.
Kromě Itálie se nachází na Filipínách a Indonésii; hlavní sídlo se nachází v L'Aquile.
K 31. prosinci 2015 měla kongregace 143 řeholnic v 17 domech.